# Górki Wielkie

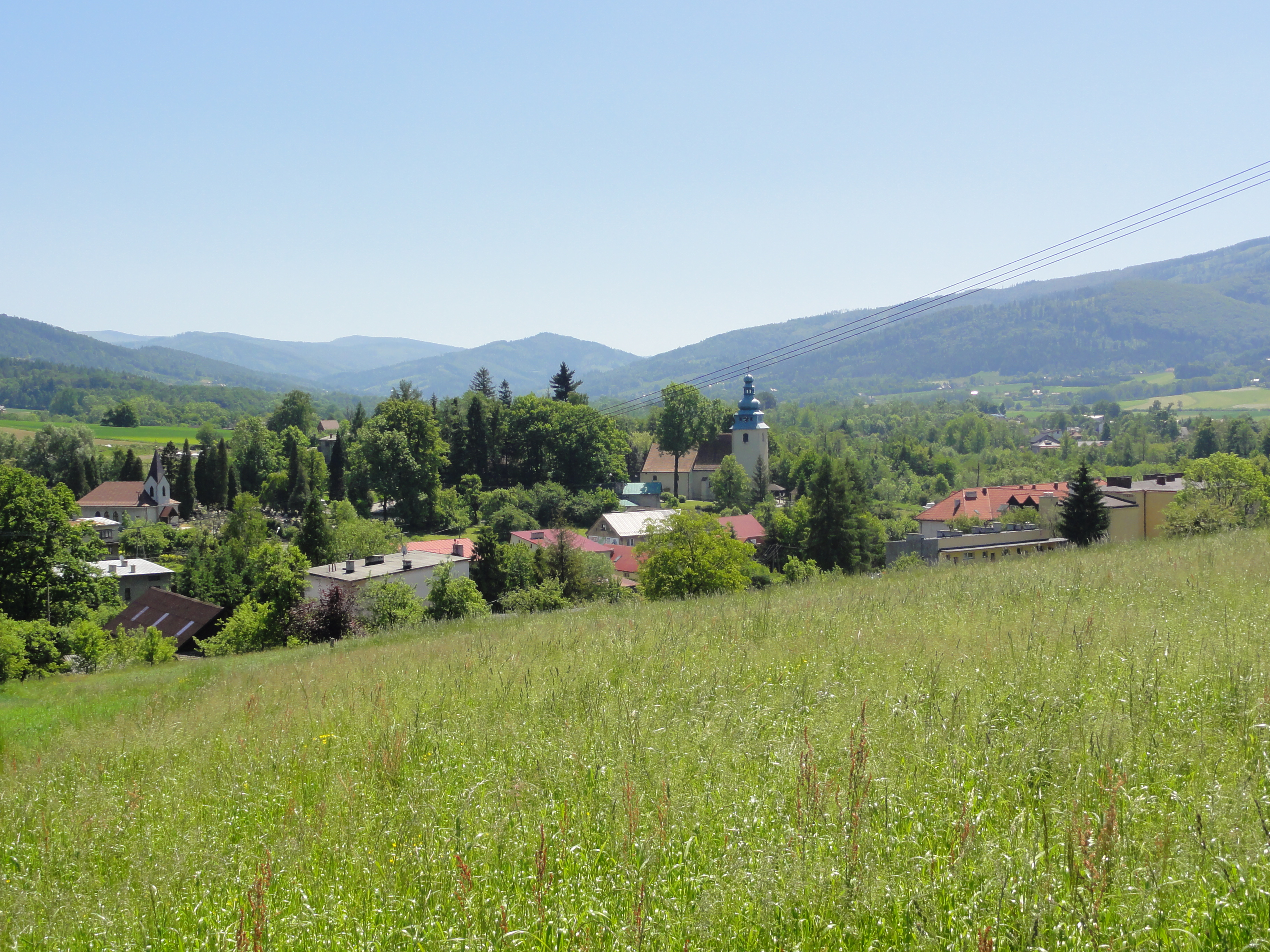
Blick auf Górki Wielkie

Górki Wielkie (deutsch Groß Gurek, tschechisch Velké Hůrky) ist eine Ortschaft der Gemeinde Brenna in Polen in der Woiwodschaft Schlesien, Powiat Cieszyński. Das Dorf liegt an der Talmündung des Flusses Brennica.

## Geschichte
Der Ort wurde circa 1305 im Liber fundationis episcopatus Vratislaviensis (in dem Ortsverzeichnis des Teschener Herzogtums) erstmals urkundlich als Gorkii villa wlodarii erwähnt. Seit 1417 herrschte über die Ortschaft das Adelsgeschlecht Pięćlatowie. Zur Teilung unter Górki Wielkie und Górki Małe kam es im 16. Jahrhundert. Das Dorf war seit eh und je das Eigentum verschiedener Adelsgeschlechter: Góreccys (1521–1697), Marklowscys (1734–1802), der Teschener Herzöge.
1929 entstand auf der Anhöhe Bucze ein Pfadfinderheim des Polnischen Pfadfinderbundes ZHP, und später die Zentralschule für Pfadfinderleiterinnen des ZHP. Im Dorf (Górki Sojka) dagegen gab es die Schule der Sozialarbeit des ZHP, die bis 1939 von dem Pionier der polnischen Pfadfinderbewegung, dem Pädagogen und späteren Soldaten der Heimatarmee Aleksander Kamiński (Gedenktafel am Gebäude) geleitet wurde. In derselben Zeit veranstaltete hier Józef Kret seine Volksuniversitäten. 1937, auch an der Anhöhe Bucze begann die Schule für Landwirtinnen ihre Tätigkeit. Nach dem Zweiten Weltkrieg wurden das Pfadfinderheim und die Schule beschlagnahmt und in Heilanstalten für Kinder mit Tuberkulose und anderen Lungenkrankheiten umgewandelt. Das Sanatorium in Sojka wurde 1999 aufgelöst, und das in Bucze funktioniert seit 2000 als Heilanstalt und Rehabilitationszentrum für Kinder Bucze.
1922 erwarb Tadeusz Kossak, ein Familienmitglied der Maler und Künstlerfamilie, den Herrenhof des Adelsgeschlechts Marklowscy. Auf dem Hofe wohnte und schrieb seine Tochter Zofia Kossak-Szczucka, 2. voto Szatkowska. Ihre letzte Wohnung in dem Gärtnerhaus (seit 1957) wurde nach ihrem Tod in ein ihr gewidmetes Biografiemuseum umgewandelt, dass eine Filiale des Museums des Teschener Schlesien ist. Das Grab der Schriftstellerin befindet sich auf dem lokalen Friedhof, und an der Kirche ist eine Gedenktafel für sie angebracht.
In Górki Wielkie ist Walenty Krząszcz (1886–1959) geboren – Dorfschullehrer, einer der bedeutendsten Vertreter der regionalen Teschener Schriftstellerei.
In den Jahren 1975–1998 gehörte die Ortschaft zur Woiwodschaft Bielsko.

## Sehenswürdigkeiten
Die Allerheiligenkirche wurde wohl im 16. Jahrhundert von den Góreccy errichtet. Nach dem Umbau im Jahre 1662 und vieler darauf folgenden Renovierungen verlor sie die meisten gotischen Merkmale. Diese gemauerte Einschiffkirche mit einem verlängerten, halbkreisförmig geschlossenen Presbyterium hat ein barock-klassizistisches Inneres. An dem Tor der Umzäunung ist die Grabplatte von Henryk Górecki (gestorben 1682) angebracht. Neben der Kirche befindet sich ein Friedhof, auf dem Zofia Kossak, ihr Gatte Zygmunt Szatkowski und Walenty Krząszcz ruhen.
Der Herrenhof, der 1781 dank der Mühe von Helena Maksymiliana Marklowska gebaut wurde und nach dem Ersten Weltkrieg von Tadeusz Kossak erworben wurde, brannte 1945 ab. Nur einige Hofgebäude, das Gärtnerhaus und die zu ihnen führende Eichen- und Tannenallee überstanden den Brand.

## Galerie

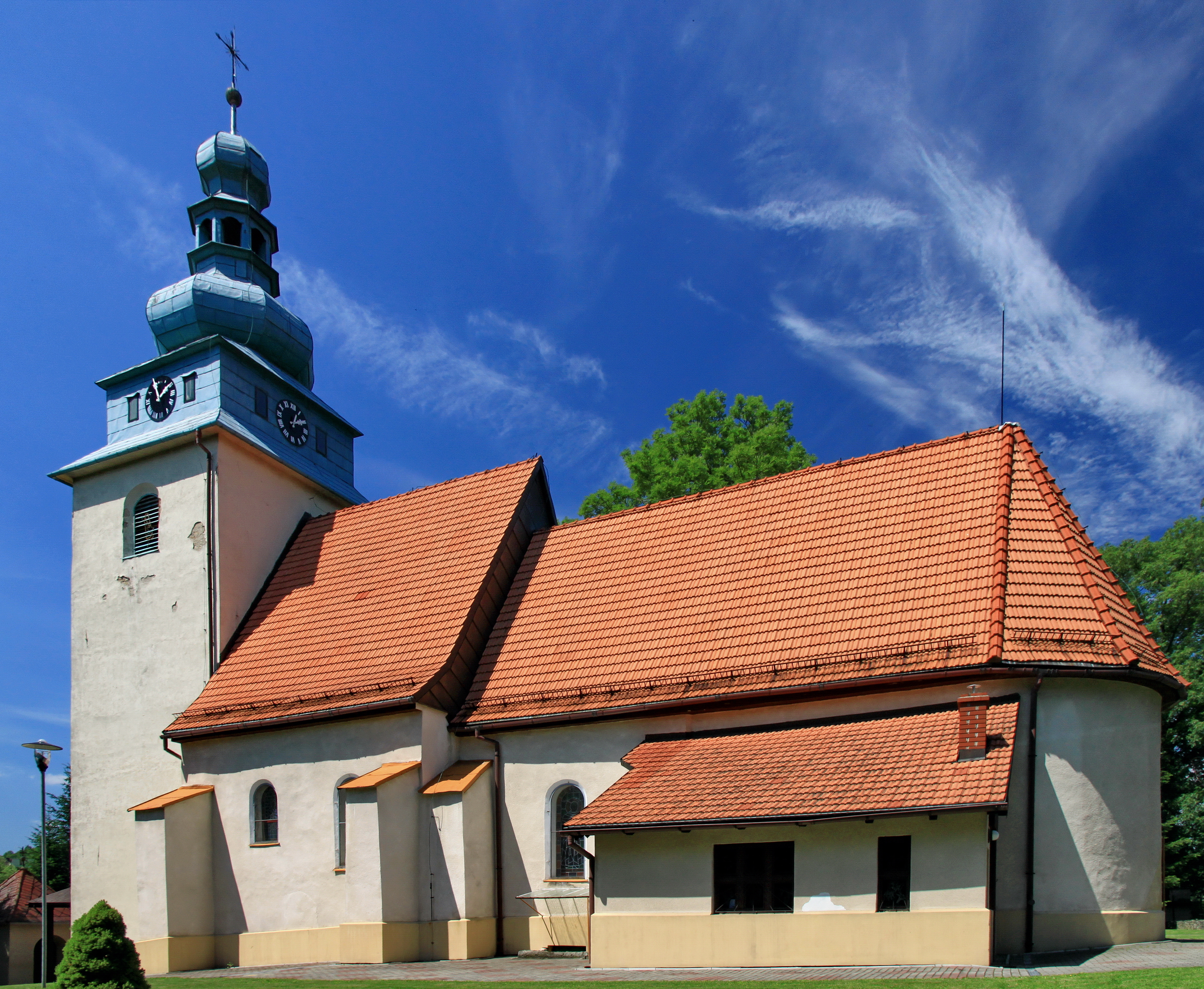
Die Allerheiligenkirche
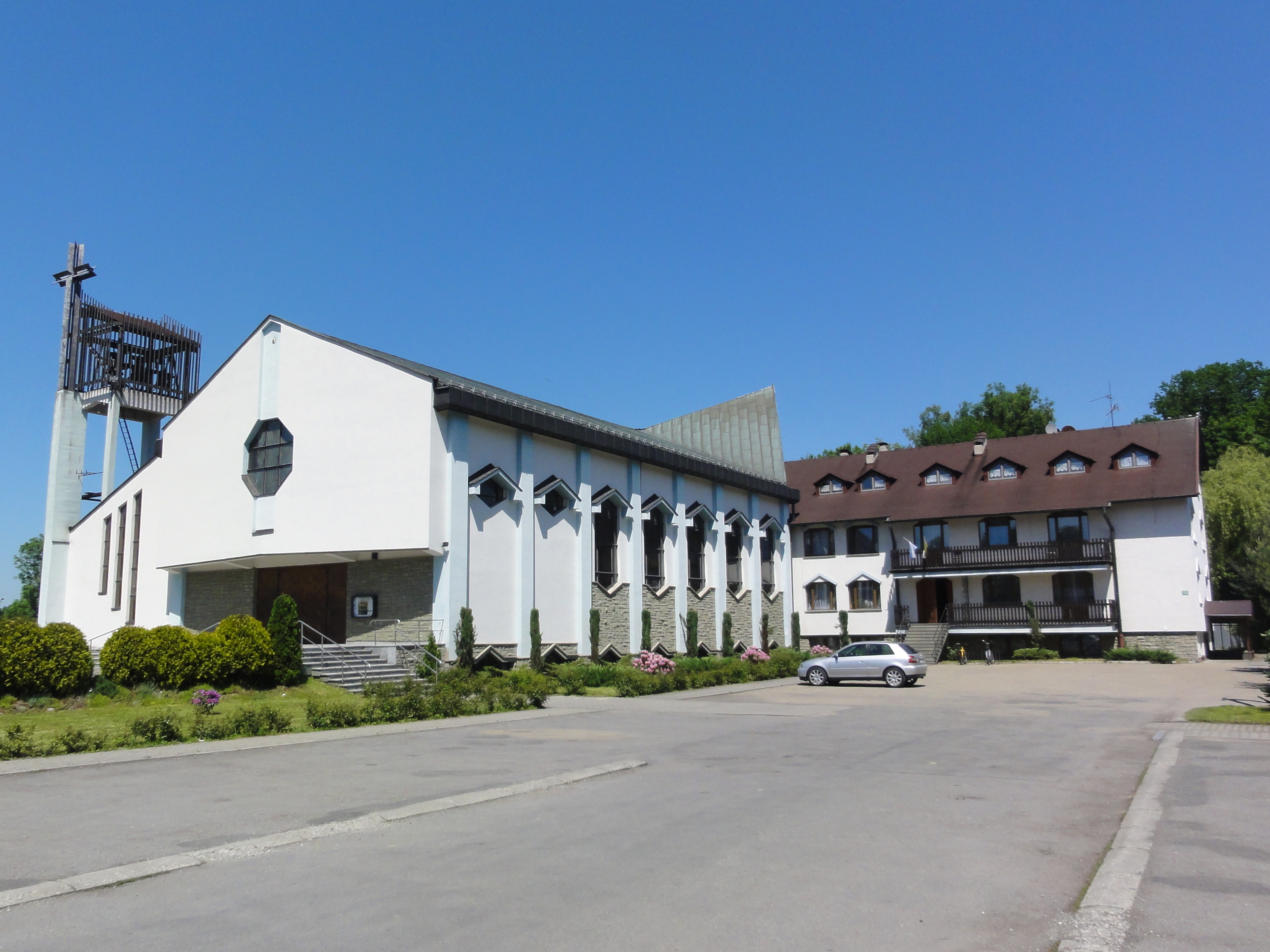
Johannes-Sarkander-Kirche
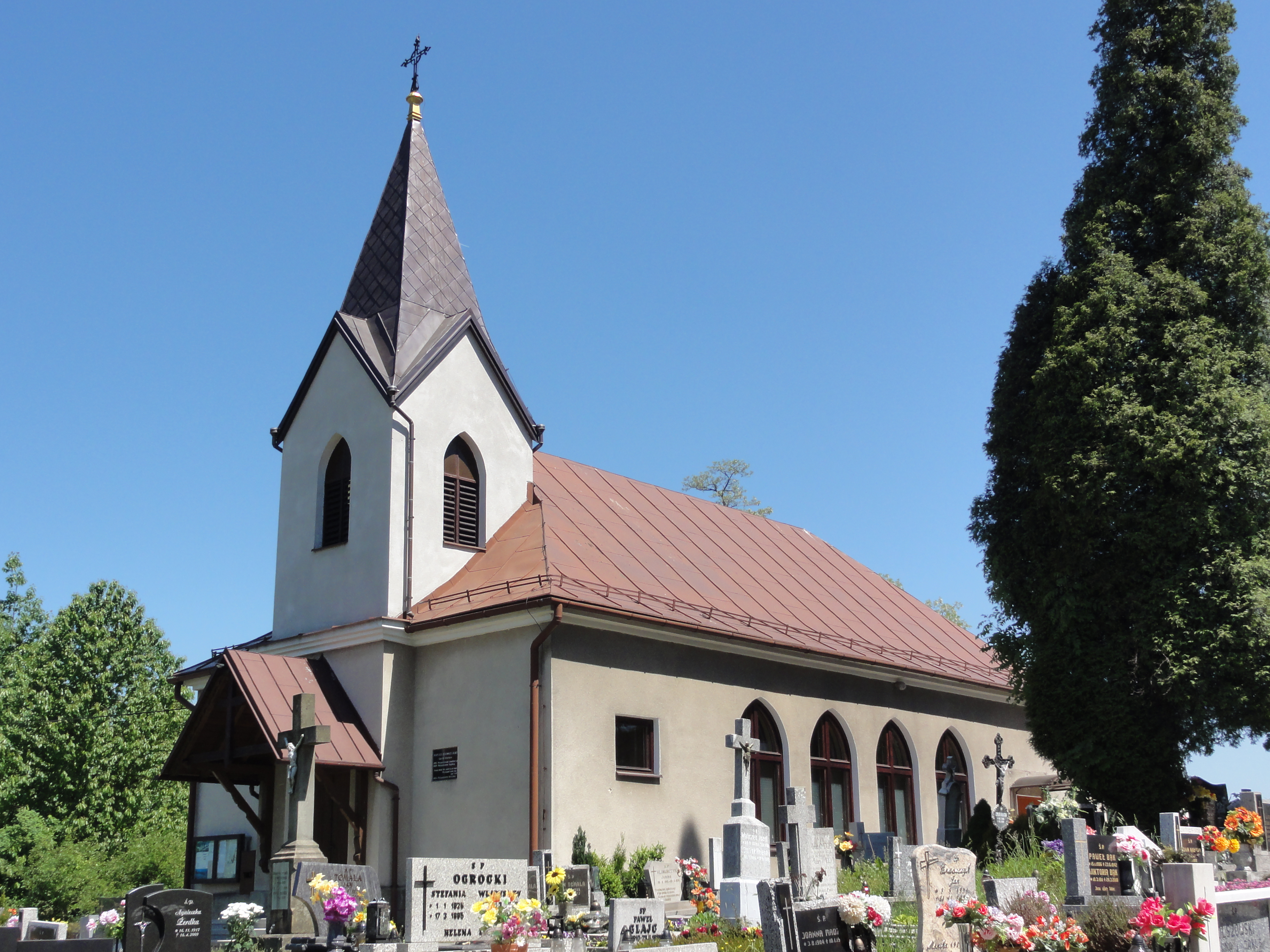
Die evangelische Filialkirche
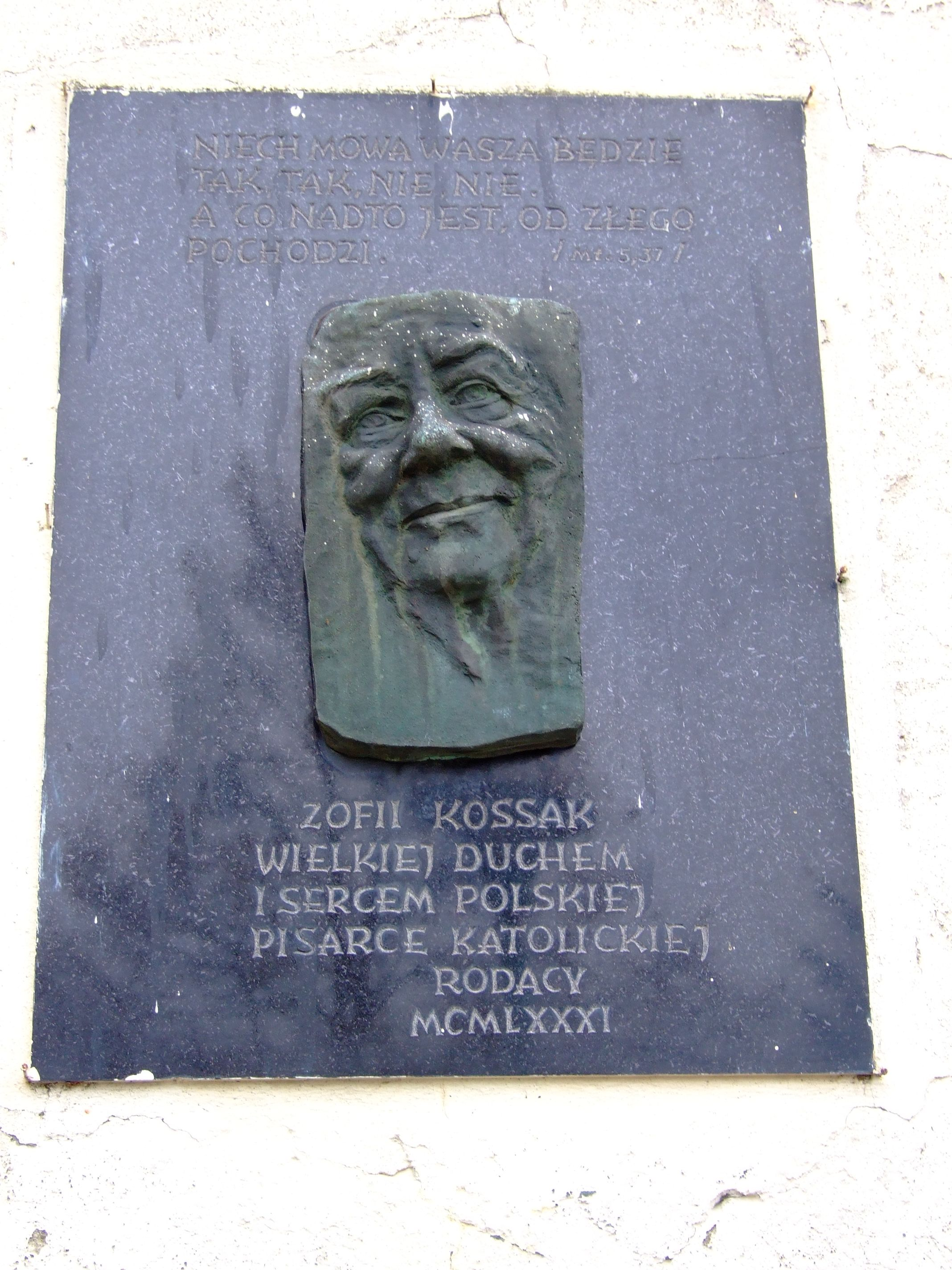
Die Gedenktafel für Zofia Kossak-Szczucka an der Wand der Allerheiligenkirche
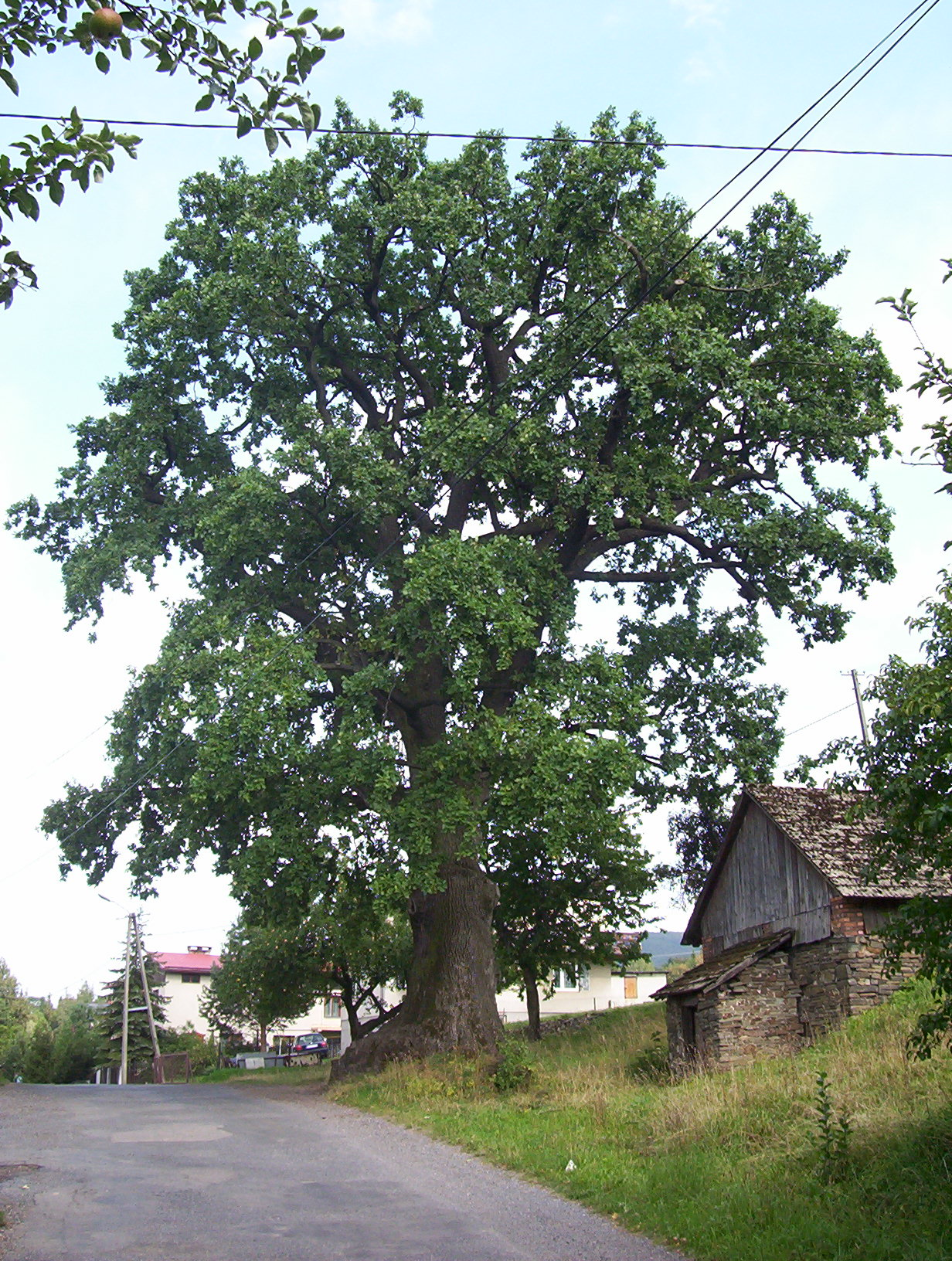
Die 450 Jahre alte Stieleiche (22 Meter hoch)